# Zesdaagse van Boston
De Zesdaagse van Boston was een zesdaagse waarvan de geschiedenis teruggaat tot het jaar 1879 en die tot en met 1933 werd gehouden.
De eerste zesdaagse in Boston werd georganiseerd in 1879 onder een grote koepeltent, met Engelse en Franse kampioenen op rijwielen van het toen nieuwe merk Pope. Pas in 1896 volgde de tweede editie, die nog niet met koppels maar als individuele wedstrijd werd verreden. De Zesdaagse van Boston zou vanaf dan onregelmatig georganiseerd blijven worden tot in 1933 definitief het doek viel.
Niemand wist meer dan twee keer de Zesdaagse van Boston te winnen. De recordhouders zijn: Charles Terront, Otto Maya, Iver Lawson, Jim Moran, Joe Fogler, Alfred Goullet, Alfred Hill, Alfred Grenda en Norman Hill.

## Lijst van winnende koppels
| jaar   | koppel                                         |
| ------ | ---------------------------------------------- |
| 1933-2 | Norman Hill (VS) – Alfred Crossley (VS)        |
| 1933-1 | Norman Hill (VS) – Dave Lands (VS)             |
| 1926   | Harris Horder (Aus) – Jim Beath (Aus)          |
| 1916   | Alfred Goullet (Aus) – Alfred Grenda (Aus)     |
| 1915   | Alfred Grenda (Aus) – Alfred Hill (VS)         |
| 1914   | Alfred Goullet (Aus) – Alfred Hill (VS)        |
| 1913   | Joe Fogler (VS) – Iver Lawson (VS)             |
| 1912   | Joe Fogler (VS) – Jim Moran (VS)               |
| 1910   | Frank Kramer (VS) – Jim Moran (VS)             |
| 1908   | Iver Lawson (VS) – Niels Marius Andersen (Den) |
| 1907   | Hugh McLean (VS) – Floyd Krebs (VS)            |
| 1902   | Otto Maya (VS) – Floyd McFarland (Dui)         |
| 1901   | Otto Maya (VS) – Fred Bowler (VS)              |
| 1897   | Charles Terront (Fra)                          |
| 1896   | Bob Walthour sr. (VS)                          |
| 1879   | Charles Terront (Fra)                          |